# Per Fredrik Åsly
Per Fredrik Åsly, meglio noto come PelleK (Sandefjord, 21 dicembre 1986), è un attore, compositore, cantante e youtuber norvegese, conosciuto nel rock metal per la sua estensione vocale che si estende su quattro ottave.
Nel 2010 ha partecipato alla prima edizione norvegese di X Factor in un gruppo chiamato Reaching Horizons, proponendo brani inediti metal di fronte ad un pubblico forse inizialmente impreparato, ma che ha saputo ben assimilare questa diversità, sostenendolo fino alle fasi finali del programma.

## Biografia
Su YouTube l'artista ha un notevole seguito. Le sue canzoni e video musicali vengono riprodotti frequentemente nella programmazione TV e radio, soprattutto in Europa, Giappone e Sud America.
Le notevoli cover di PelleK sono d'esempio ai giovani compositori e sono anche servite per attirare ulteriore attenzione verso cantanti già famosi. Un esempio è il suo video di All Power Rangers Theme Songs, un brano di tale successo, che Haim Saban, proprietario del marchio Power Rangers per conto della Saban International, ne ha acquistato i diritti, pubblicandolo in tutto il mondo attraverso il suo Power Rangers EP-album. La canzone infatti può essere ascoltata in diversi video promozionali ufficiali dei Power Rangers.
La band finlandese symphonic metal Nightwish e la loro etichetta Nuclear Blast hanno anche partecipato alle performance vocali dell'artista al fine di condividere online i suoi video con milioni di fan, mentre molti cantanti famosi del genere power metal si sono uniti a PelleK ospiti nella sua prima release del 2012.
La musica di PelleK è considerata melodica e ottimista, e viene di solito accompagnata da un'orchestra, con l'accento sulla performance vocale. Nel settembre 2013 ha partecipato con una band ad un tour che ha spaziato tra gli Stati Uniti e l'Europa, per un totale di 16 concerti in 11 paesi. Dopo quattro anni come cantante, PelleK ha raccolto un palmares di più di 100 concerti dal vivo, inoltre ha pubblicato quattro album, 16 album delle sue metal cover, ed è anche, dal novembre 2014, il più famoso YouTuber videomaker norvegese. A partire dal settembre 2014 è approdato nella top 500 dei canali più seguiti di tutto il mondo.
Dall'inizio del 2014 fa parte inoltre di una band rock: The Lost Rockers, di cui fanno parte anche il chitarrista peruviano Charlie Parra del Riego, l'altro chitarrista svedese, X-Bart e il batterista francese Pikal, PelleK è la voce del gruppo.

## Altre attività
PelleK ama recitare, sia davanti alla macchina fotografica, che sul palcoscenico. Negli anni '90 ha recitato, sul canale norvegese NRK in numerosi programmi televisivi per bambini e adolescenti, mentre nel 2014 ha annunciato il suo ritorno alla recitazione: nel 2016, infatti, assumerà il ruolo di protagonista nel film, Creators: The Past, insieme ad attori come Gérard Depardieu e Bruce Payne.

## Vita privata
Da quando scrive musica, e per trarre ispirazione, Fredrik passa moltissimo tempo a guardare film, show TV e cartoni animati. Molti hanno definito la sua musica inventando un genere, Disney Metal: il cantante ammette di amare la vecchia atmosfera della armonie e dei suoni che le case di produzione come la Warner e la Disney hanno utilizzato nei film degli anni '80 e '90. Oltre alla televisione, il giovane artista norvegese ha trascorso molti anni della sua adolescenza dedicandosi alla disciplina delle arti marziali miste o MMA . Altri interessi comprendono, cucina, sollevamento pesi, viaggi, giocare ai videogiochi, vecchi e nuovi. Pellek conosce bene i giochi della serie Final Fantasy della Square Enix, la serie Gran Turismo della Polyphony Digital e World of Warcraft della Blizzard Entertainment.

## Discografia

### Album
- 2012 - Bag of Tricks
- 2013 - Ocean of Opportunity
- 2013 - Christmas with PelleK
- 2014 - Cloud Dancers

### Videogiochi
- 2015 - Main Theme: Lord of Vermilion Arena (Videogioco by Square Enix)
- 2015 - Heartslayer: League of Legends (Videogioco by Riot Games)
- TBA - Soundtrack: Creators - The Past (Cinema Movie by ArtUniverse)

### Cover Album
Tutte le cover Album.

## Filmografia

### Film
- Creators - The Past, regia di Piergiuseppe Zaia (2019)

### Serie TV
- Vikings (2019)